# Pogara, Caraș-Severin
Pogara este un sat în comuna Cornereva din județul Caraș-Severin, Banat, România.